# Guillermo Burdisso
Guillermo Enio Burdisso (ur. 24 kwietnia 1988 w Altos de Chipión) – argentyński piłkarz występujący na pozycji obrońcy.

## Kariera piłkarska
Guillermo Burdisso w 2006 roku występował w drużynie El Porvenir. W 2009 podpisał kontrakt z Rosario Central, skąd przed sezonem 2010/2011 został wypożyczony do włoskiej AS Romy.
Jest także reprezentantem Argentyny. Debiutował 26 stycznia 2010 w wygranym 3:2 przez swój zespół meczu towarzyskim z Kostaryką i strzelił bramkę.

### Statystyki reprezentacyjne
| Reprezentacja | Rok  | Mecze | Gole |
| ------------- | ---- | ----- | ---- |
| Argentyna     | 2010 | 1     | 1    |

Stan na 27 sierpnia 2010.

## Życie prywatne
Guillermo Burdisso jest młodszym bratem grającego w Genoi Nicolása.